# Смит, Стивен (боксёр)
Стивен Френсис Смит (англ. Stephen Francis Smith; род. 22 июля 1985, Ливерпуль) — британский боксёр-профессионал, выступающий во второй полулёгкой весовой категории. Чемпион игр Британского Содружества (2006).

## Любительская карьера
В марте 2006 года в полулёгком весе (до 57 кг) стал чемпионом на Играх Британского Содружества. А в июле того же года завоевал бронзовую медаль чемпионата Европы в Пловдиве, где в полуфинале проиграл будущему чемпиону Европы российскому боксёру Альберту Селимову.

## Профессиональная карьера
Дебютировал на профессиональном ринге 21 июня 2008 года, одержав победу над соотечественником Шоном Уолтоном.

### Чемпионский бой с Хосе Педраса Гонсалесом
16 апреля 2016 года Стивен Смит в своём 25-м бою вышел на титульный бой с чемпионом мира по версии IBF во 2-м полулёгком весе пуэрто-риканским боксёром Хосе Педрасом. И проиграл бой единогласным решением судей.

## Статистика боёв
В таблице перечислены результаты всех поединков боксёров.
В каждой строке указан результат поединка. Дополнительно номер поединка обозначен цветом, который обозначает итог поединка. Расшифровка обозначений и цветов представлена в нижеследующей таблице.
| Пример | Расшифровка                     |
| ------ | ------------------------------- |
|        | Победа                          |
|        | Ничья                           |
|        | Поражение                       |
|        | Планируемый поединок            |
|        | Поединок признан несостоявшимся |
| КО     | Нокаут                          |
| ТКО    | Технический нокаут              |
| PTS    | Решение судей (по очкам)        |
| UD     | Единогласное решение судей      |
| MD     | Решение большинства судей       |
| SD     | Раздельное решение судей        |
| RTD    | Отказ от продолжения боя        |
| DQ     | Дисквалификация                 |
| NC     | Поединок признан несостоявшимся |

| Бой | Дата             | Соперник                          | Место проведения                     | Результат       | Примечание |
| --- | ---------------- | --------------------------------- | ------------------------------------ | --------------- | --- |
| 31  | 16 июня 2019     | Джейми Куинн (5-85-2)             | Манчестер, Великобритания            | PTS (6)         | Счёт: 60-54. |
| 30  | 10 мая 2019      | Дес Ньютон (7-4)                  | Ноттингем, Великобритания            | PTS (6)         | Счёт: 60-54. |
| 29  | 9 декабря 2017   | Франсиско Варгас (23-1-2)         | Лас-Вегас, Невада, США               | TD9 (10)        | Не смог продолжить бой из за повреждения уха.                                                                                       |
| 28  | 17 июня 2017     | Кароли Галлович (10-2)            | Вецлар, Гессен, Германия             | KO1 (6), 1:12   | |
| 27  | 12 ноября 2016   | Джейсон Соса (19-1-4)             | Монте-Карло, Монако                  | UD (12)         | Бой за титул чемпиона мира по версии WBA во 2-м полулёгком весе. Счёт: 110-117, 112-116, 111-116.                                   |
| 26  | 29 мая 2016      | Даниэль Эдуардо Бризуела (28-5-2) | Ливерпуль, Мерсисайд, Великобритания | TKO7 (10), 2:59 | Завоевал титул чемпиона по версии WBC Silver во 2-м полулёгком весе.                                                                |
| 25  | 16 апреля 2016   | Хосе Педраса (21-0)               | Машантакет, Коннектикут, США         | UD (12)         | Бой за титул чемпиона мира по версии IBF во 2-м полулёгком весе. Счёт судей: 111-116, 110-117, 111-116. Смит в нокдауне в 9 раунде. |
| 24  | 19 сентября 2015 | Дэвис Бошиеро (37-3-1)            | Ливерпуль, Мерсисайд, Великобритания | TKO6 (12), 2:45 | Завоевал звание обязательного претендента на бой за титул чемпиона мира по версии IBF во 2-м полулёгком весе.                       |
| 23  | 10 октября 2015  | Баррингтон Браун (6-10-3)         | Ньюкасл, Тайн и Уир, Великобритания  | PTS6 (6)        | |
| Бой | Дата             | Соперник                          | Место проведения                     | Результат       | Примечание |

## Семья
Стивен является одним из четырёх братьев в своей семье, каждый из которых является боксёром: Пол Смит (1982 г.р.), Стивен Смит (1985 г.р.), Лиам Смит (1988 г.р.) и Каллум Смит (1990 г.р.).